# Kuurne-Bruxelles-Kuurne 1979
La Kuurne-Bruxelles-Kuurne 1979, trentacinquesima edizione della corsa, si svolse il 4 marzo su un percorso di 203 km, con partenza e arrivo a Kuurne. Fu vinta dal belga Walter Planckaert della squadra Mini-Flat-VDB-Pirelli davanti all'olandese Fons van Katwijk e all'altro belga Jean-Luc Vandenbroucke.

## Ordine d'arrivo (Top 10)
| Pos. | Corridore              | Squadra                 | Tempo    |
| ---- | ---------------------- | ----------------------- | -------- |
| 1    | Walter Planckaert      | Mini-Flat-VDB-Pirelli   | 5h02'00" |
| 2    | Fons van Katwijk       | Marc Zeep Savon-Superia | s.t.     |
| 3    | Jean-Luc Vandenbroucke | Peugeot-Esso-Michelin   | s.t.     |
| 4    | Herman Van Springel    | Marc Zeep Savon-Superia | s.t.     |
| 5    | Marcel Tinazzi         | Peugeot-Esso-Michelin   | s.t.     |
| 6    | Frits Pirard           | Miko-Mercier-Vivagel    | s.t.     |
| 7    | Hendrik Vandenbrande   | Safir-St.Louis-Ludo     | s.t.     |
| 8    | Hubert Linard          | Peugeot-Esso-Michelin   | s.t.     |
| 9    | Willy Planckaert       | Mini-Flat-VDB-Pirelli   | s.t.     |
| 10   | Alain Desaever         | Splendor-Euro Soap      | s.t.     |